# (19079) Hernández
(19079) Hernández est un astéroïde de la ceinture principale.

## Description
(19079) Hernández est un astéroïde de la ceinture principale. Il fut découvert le 31 mai 1967 à El Leoncito par l'observatoire Félix-Aguilar. Il présente une orbite caractérisée par un demi-grand axe de 2,97 UA, une excentricité de 0,18 et une inclinaison de 8,0° par rapport à l'écliptique.

## Compléments